# Messier 70
Messier 70 (znana również jako M70 lub NGC 6681) – gromada kulista znajdująca się w gwiazdozbiorze Strzelca w odległości około 29 300 lat świetlnych od Ziemi. Została odkryta 31 sierpnia 1780 roku przez Charles’a Messiera. Gromada ta ma około 68 lat świetlnych średnicy.
Messier 70 znajduje się w odległości około 7,2 tys. lat świetlnych od centrum Drogi Mlecznej. Mimo tego, że znajduje się pod silnym oddziaływaniem grawitacyjnym supermasywnej czarnej dziury, M70 dobrze zachowuje kulisty kształt. W gromadzie tej odkryto tylko dwie gwiazdy zmienne.
Gromada Messier 70 należy do około 1/5 gromad kulistych naszej Galaktyki, w których zaszło zjawisko zapaści jądra (ang. core collapse). Zjawisko to powoduje, że w tego typu gromadach, jeszcze więcej gwiazd znajduje się w okolicach jądra gromady, przez co jej jasność wyraźnie wzrasta wraz ze zbliżaniem się do centrum gromady.
Jasność względna obiektu to 7,87m. Gromada ta pod ciemnym niebem może zostać dostrzeżona nawet przez lornetkę, jednak do dokładniejszych obserwacji potrzebny jest teleskop.